# オレネキアン
| 累代        | 代     | 紀       | 世           | 期                     | 基底年代 Mya |
| ----------- | ------ | -------- | ------------ | ---------------------- | ------------ |
| 顕生代      | 新生代 | 新生代   | 新生代       |                        | 66           |
| 顕生代      | 中生代 | 白亜紀   | 後期白亜紀   | マーストリヒチアン     | 72.1         |
| 顕生代      | 中生代 | 白亜紀   | 後期白亜紀   | カンパニアン           | 83.6         |
| 顕生代      | 中生代 | 白亜紀   | 後期白亜紀   | サントニアン           | 86.3         |
| 顕生代      | 中生代 | 白亜紀   | 後期白亜紀   | コニアシアン           | 89.8         |
| 顕生代      | 中生代 | 白亜紀   | 後期白亜紀   | チューロニアン         | 93.9         |
| 顕生代      | 中生代 | 白亜紀   | 後期白亜紀   | セノマニアン           | 100.5        |
| 顕生代      | 中生代 | 白亜紀   | 前期白亜紀   | アルビアン             | 113          |
| 顕生代      | 中生代 | 白亜紀   | 前期白亜紀   | アプチアン             | 125          |
| 顕生代      | 中生代 | 白亜紀   | 前期白亜紀   | バレミアン             | 129.4        |
| 顕生代      | 中生代 | 白亜紀   | 前期白亜紀   | オーテリビアン         | 132.9        |
| 顕生代      | 中生代 | 白亜紀   | 前期白亜紀   | バランギニアン         | 139.8        |
| 顕生代      | 中生代 | 白亜紀   | 前期白亜紀   | ベリアシアン           | 145          |
| 顕生代      | 中生代 | ジュラ紀 | 後期ジュラ紀 | チトニアン             | 152.1        |
| 顕生代      | 中生代 | ジュラ紀 | 後期ジュラ紀 | キンメリッジアン       | 157.3        |
| 顕生代      | 中生代 | ジュラ紀 | 後期ジュラ紀 | オックスフォーディアン | 163.5        |
| 顕生代      | 中生代 | ジュラ紀 | 中期ジュラ紀 | カロビアン             | 166.1        |
| 顕生代      | 中生代 | ジュラ紀 | 中期ジュラ紀 | バトニアン             | 168.3        |
| 顕生代      | 中生代 | ジュラ紀 | 中期ジュラ紀 | バッジョシアン         | 170.3        |
| 顕生代      | 中生代 | ジュラ紀 | 中期ジュラ紀 | アーレニアン           | 174.1        |
| 顕生代      | 中生代 | ジュラ紀 | 前期ジュラ紀 | トアルシアン           | 182.7        |
| 顕生代      | 中生代 | ジュラ紀 | 前期ジュラ紀 | プリンスバッキアン     | 190.8        |
| 顕生代      | 中生代 | ジュラ紀 | 前期ジュラ紀 | シネムーリアン         | 199.3        |
| 顕生代      | 中生代 | ジュラ紀 | 前期ジュラ紀 | ヘッタンギアン         | 201.3        |
| 顕生代      | 中生代 | 三畳紀   | 後期三畳紀   | レーティアン           | 208.5        |
| 顕生代      | 中生代 | 三畳紀   | 後期三畳紀   | ノーリアン             | 227          |
| 顕生代      | 中生代 | 三畳紀   | 後期三畳紀   | カーニアン             | 237          |
| 顕生代      | 中生代 | 三畳紀   | 中期三畳紀   | ラディニアン           | 242          |
| 顕生代      | 中生代 | 三畳紀   | 中期三畳紀   | アニシアン             | 247.2        |
| 顕生代      | 中生代 | 三畳紀   | 前期三畳紀   | オレネキアン           | 251.2        |
| 顕生代      | 中生代 | 三畳紀   | 前期三畳紀   | インドゥアン           | 251.902      |
| 顕生代      | 古生代 | 古生代   | 古生代       |                        | 541          |
| 原生代      | 原生代 | 原生代   | 原生代       |                        | 2500         |
| 太古代      | 太古代 | 太古代   | 太古代       |                        | 4000         |
| 冥王代      | 冥王代 | 冥王代   | 冥王代       |                        | 4600         |
| 1. 2. 3. 4. |        |          |              |                        |              |

オレネキアン（英語: Olenekian、オレニョーク期）は、約2億5120万年前から約2億4720万年前にあたる前期三畳紀の地質時代名の一つ。
模式地は北部シベリアのオレニョーク川盆地に位置する。
なお、「オレニョーク階」「オレネキアン階」という名称があるが、時代を示すものではない。「階」とは地層に対して当てられる単位（層序名）であり、層序名「オレニョーク階」「オレネキアン階」と時代名「オレニョーク期」「オレネキアン期」は対を成す関係である。詳しくは「累代」を参照のこと。

## 層序学的定義
オレネキアン階は1956年にロシアの層序学者が初めて学術論文でその語を登場させた。かつては後期オレネキアンに相当する時代がカナダエレスメア島に模式地を持つスパシアン期、前期オレネキアンと後期インドゥアンに相当する時代がヒマラヤを模式地に持つナンマリアン期とされていた。現在ではスパシアン期はオレネキアンの亜期とされ、ナンマリアン期という語は使用されていない。

## 生物

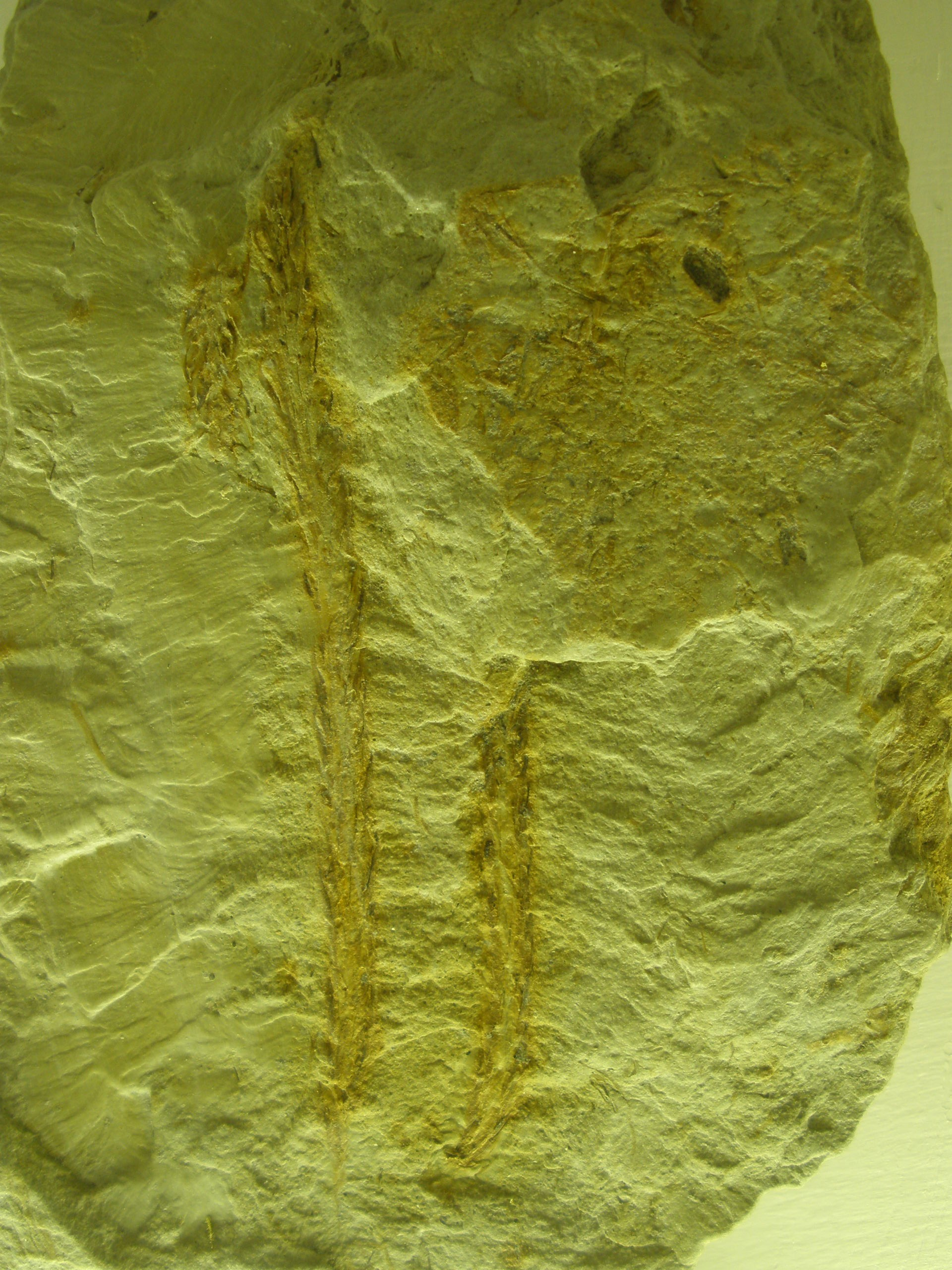
裸子植物の Voltzia heterophylla

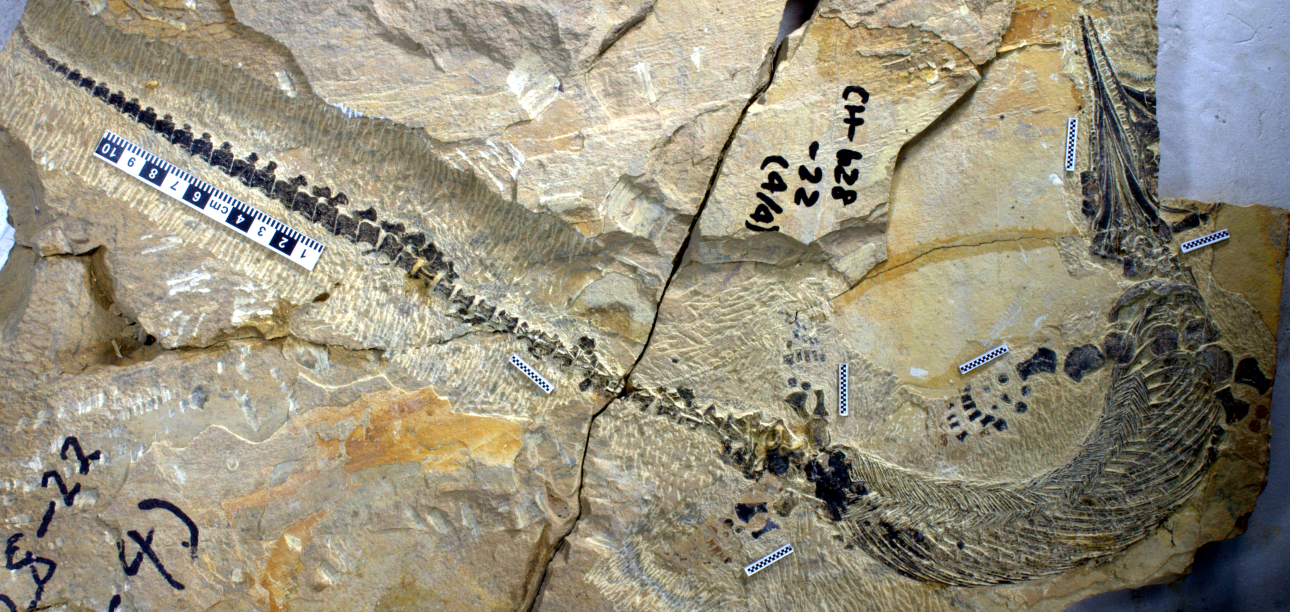
海生爬虫類のチャオフサウルス

当時の生物は深刻なペルム紀末の大量絶滅から回復する途中であった。オレネキアンの間に植物相はプレウロメイアなどヒカゲノカズラ綱が支配的であった状態から裸子植物とシダ植物門が支配的な状態へ遷移した。この変化は世界規模で気温と降水量が変化したことによる。裸子植物の球果植物門は中生代の大部分において支配的であった。オレネキアンの間に陸上脊椎動物では主竜類（ワニ・翼竜・恐竜・鳥類を含む双弓類のグループ）が祖先にあたる主竜形類から進化した。このグループにはエリスロスクスのような捕食動物もいた。
海洋ではマイクロバイアライトの礁が前期三畳紀にありふれており、これはおそらく大量絶滅の結果、造礁性の後生動物との競争がなかったためである。しかし、オレネキアン期でも環境条件次第で後生動物による礁も一時的には形成されていた。アンモナイトやコノドントは多様性を増したが、いずれもスミシアン/スパシアン境界の絶滅事変に影響を受けた。
条鰭綱はペルム紀末の大量絶滅からほとんど影響を受けておらず、多くの属はインドゥアン期とオレネキアン期で世界的な分布を示す。
アファネランマやワントゾサウルスといった海生分椎目（両生類）はインドゥアン階とオレネキアン階で幅広い地理的レンジを示す。海生分椎目の化石はグリーンランド、スピッツベルゲン島、パキスタン、マダガスカルで発見されている。また、最初の海生爬虫類はオレネキアン期に出現した。中華人民共和国では約2億4800万年前の地層からカートリンカスが発見されており、これは海に適応した後の魚竜と陸生爬虫類を繋ぐミッシングリンクであると考えられている。
オレネキアン期にはスミシアン/スパシアン境界絶滅事変が起きた。この出来事の原因はおそらくシベリア・トラップの噴火で、アンモナイトやコノドントといった遠洋の遊泳性分類群をはじめ複数のグループの絶滅をもたらした。非常に多様な前期三畳紀群集の1つであるパリ生物群 (Paris Biota、アメリカ合衆国アイダホ州南東部パリ近辺) はスミシアン/スパシアン境界絶滅事変の後に堆積した。この生物群には少なくとも7門の生物、特に20目の後生動物がおり、内訳としては海綿動物のprotomonaxonida（かつては古生界でのみ産出）、嚢頭類、甲殻類、オウムガイ亜綱、アンモナイト亜綱、鞘形亜綱、クモヒトデ綱、ウミユリ綱、脊椎動物が産出している。

## 日本において
島根県西部の日原地域に分布する鹿足層群日原累層からは幅広い時間的レンジのコノドント化石が産出しており、スパシアン亜階（オレネキアン階）から上部ノーリアン階に至る。